# Pedro de Portugal, conde de Urgel
Pedro Sanches de Portugal ou Pedro I de Urgel (em catalão Pere de Portugal ou Pere I de Urgell; Coimbra, 23 de Fevereiro de 1187 – Maiorca, 2 de Junho de 1258) foi um Infante de Portugal, Conde consorte (1229-1231) e conde titular de Urgel (1231-1236), e por fim, senhor das Baleares, desde 1236 até à sua morte.

## Primeiros anos
Pedro era o segundo filho varão do Rei Sancho I de Portugal, filho de Afonso I de Portugal e Mafalda de Saboia, que por sua vez era a segunda ou terceira filha do conde Amadeu III de Saboia e Mafalda d'Albon. A mãe de Pedro era Dulce de Aragão, filha da rainha Petronila de Aragão e do conde Raimundo Berengário IV de Barcelona, portanto irmã do rei Afonso II de Aragão. Pedro nasceu 23 de março, (X kalendas Aprilis) de 1187 após o herdeiro do trono, o Infante Afonso.

### O problema sucessório de Sancho I
A 26 de março de 1211, falecia em Coimbra Sancho I. O seu testamento, de outubro de 1209 era claroː dividia as suas maiores porções entre o herdeiro, Afonso II de Portugal, e as suas irmãs Teresa, Sancha e Mafalda, legando às três, sob o título de rainhas, a posse de alguns castelos no centro do país - Montemor-o-Velho, Seia e Alenquer -, com as respectivas vilas, termos, alcaidarias e rendimentos). Este testamento provocou violentos conflitos internos (1211-1216) entre Afonso II e as suas irmãs, pois Afonso recusava cumprir o testamento numa tentativa de centralizar o poder régio e impedir a acumulação exagerada de bens pela Igreja e pela Ordens onde as suas irmãs ingressaram. 
Pedro terá tomado, juntamente com uma boa parte da nobreza, o partido das irmãs Mafalda, Sancha e Teresa, às quais o pai entregara em herança a posse de três castelos (os de Seia, Alenquer e castelo de Montemor-o-Velho) e o título de rainhas nos seus domínios, contra o novo soberano, o irmão Afonso II. 
Pedro acolheu-se no reino que fora da sua irmã Teresa, o Reino de Leão, e foi mordomo-mor e alferes. A partir daí lançou ataques às fronteiras do reino, tendo inclusivamente tomado algumas praças transmontanas, mas acabou por sair derrotado. A disputa teria tido alcance internacional, pois interveio o rei Afonso IX de Leão, que veio defender a ex-mulher, Teresa, a pedido desta, conquistando Coimbra. Para equilíbrio de forças, interveio também, a favor de Afonso II, o rei Afonso VIII de Castela. Após uma guerra de cinco anos, o partido luso-castelhano declarou-se vencedor.

## Entre Leão, Marrocos e Aragão

### A mordomia leonesa
A vitória de Afonso fez com que Pedro se refugiasse no Reino de Leão, onde a sua irmã Teresa (uma das aguerridas opositoras de Afonso II) fora rainha, e onde governava o seu ex-cunhado, Afonso IX de Leão, seu aliado no conflito sucessório. Obtém dele o cargo de  Mordomo-mor (que cuida da residência régia), que retém de 23 de setembro de 1223 a 18 de agosto de 1230.

### De mercenário em Marrocos a conde de Urgel
À morte do rei Afonso IX de Leão, partiu para servir como mercenário em Marrocos, ao serviço do Miramolim almóada (Amir al-Mu'minin, comandante dos crentes). Continuou as suas funções no Reino de Aragão e no Principado da Catalunha, na altura governados pelo sobrinho, Jaime I de Aragão, que o acolhe benevolentemente. O rei concede-lhe uma propriedade em Camp de Tarragona.
Dando sequência a tradição familiar de procurar casamento na Catalunha, Pedro contraiu matrimónio, a 11 de julho de 1229, em Valls, com Aurembiaix, condessa de Urgel, a única filha do conde Ermengol VIII e Elvira Nunes de Lara, por sua vez filha do conde Nuno Peres de Lara e de sua esposa a condessa Teresa Fernandes de Trava, filha do conde Fernão Peres de Trava e de Teresa de Leão. Aurembiaix havia assinado anteriormente um acordo de concubinato com Jaime I, que pretendia queo condado revertesse para a coroa caso a condessa não tivesse filhos (o contrato é publicado em Historia de los condes de Urgel, Tomo I).
Pedro torna-se assim conde consorte de Urgel. Mas Pedro não era o primeiro marido de Aurembiaix; esta já havia sido antes casada, mas havia-se separado do primeiro marido, Álvaro Peres de Castro O Castelhano, com quem esteve casada entre 1212 e 1228, para ter apoio na reconquista de Urgel, afugentando as pretensões Guerau IV de Cabrera. Em 1228, Álvaro separara-se da sua mulher, mas, casará de novo; e aqui surge a mais improvável das coincidências: a segunda esposa foi de Álvaro foi Mécia Lopes de Haro, que mais tarde desposaria Sancho II de Portugal.

### Conde de Urgel
Em 1230, fez um juramento de fidelidade ao agora seu suserano e rei de Aragão, Jaime I. Ajudou, ainda nesse ano, o bispo de Tarragona a conquistar a ilha de Ibiza aos mouros. Por morte da sua esposa em setembro de 1231, e de acordo com a vontade testamentária da condessa, Pedro tornou-se no conde de facto de Urgel, herdando os bens da esposa que em seu testamento de 11 de agosto de 1231 cedeu a seu esposo totius terre nostre et comitatus Urgelli cum omni iure quod in eo habeo, e seus herdades em Valladolid e na Galiza.  Para além de começar a enfrentar uma disputa do filho de Guerau (anterior pretendente ao condado) Ponçe IV de Cabrera, teve de enfrentar o próprio rei aragonês, uma vez que a vontade de Aurembiaix ia contra o acordo de concubinato assinado anos antes. Uma vez que Pedro também não teve filhos de Aurembiaix, o condado deveria reverter para a Coroa, e tal não aconteceu.

## Senhor das Baleares

### O escambo com Urgel
Chegou-se a um acordo contratual entre ambos, em 29 de setembro de 1231, tendo o rei Jaime I entregue o seu domínio feudal do reino de Maiorca (após a sua conquista aos mouros com as ilhas de Menorca, Ibiza e Formentera, e ainda os castelos de Pollença, Alaró (ambos nas Baleares) e Almudaina (em Alicante), ao jovem príncipe português que assumiu o título de Senhor das Baleares. (em seu testamento de 9 outubro de 1255, diz Die gratia regni maioricarum domini), escambando-os pela posse do condado de Urgel. Urgel acabaria por reverter, em 21 de janeiro de 1236, para Ponçe IV de Cabrera. Desta forma a casa real de Barcelona incrementou a sua influência sobre o condado de Urgel, vindo cerca de um século mais tarde a apoderar-se deste condado.

### O governo das Baleares
Este escambo foi notável para a Casal Real Portuguesa, que via assim um seu membro governar as Ilhas Baleares. Até em França, o seu sobrinho, o conde Afonso de Bolonha o cita como senhor de Maiorca (patruus noster P. dominus regni Majoricarum). Até 1244, ocupou-se do seu senhorio, participando em nova conquista de Ibiza, em 1235.
Em 1244 tê-la-á perdido, embora não seja consensual, havendo quem defenda que governou as Baleares até à morte.
Sabe-se que nessa data ganhou alguns senhorios a norte de Valência: Morella, Almenara, Castelló e Segorbe, por participa com Jaime I na conquista de Valência (1245).

## Entre Portugal e Maiorca
Em 1247, voltou a Portugal para ajudar o novo rei, Afonso III de Portugal, nas suas conquistas, como o cerco de Sevilha. Os que defendem que perdeu Maiorca, referem que a voltou a obter entre 1250 e 1251. Faleceu em 1258, restituindo Maiorca ao rei de Aragão, Jaime I. Pedro foi sepultado na Igreja de São Francisco de Maiorca.

## Descendência
Apesar de não ter tido descendência legítima de Aurembiaix, Pedro teve dois filhos bastardos:
- Rodrigo Pires de Portugal[34] O Mestre, falecido a 6 de março de ano desconhecido[12] e sepultado no Mosteiro de Santa Cruz de Coimbra;
- Fernando Pires de Portugal,[34] falecido a 22 de março de ano desconhecido,[12] também sepultado no Mosteiro de Santa Cruz de Coimbra.